# Shijiazhuang (stacja kolejowa)
Shijiazhuang (chiń. 石家庄站; pinyin Shíjiāzhuāng Zhàn) - stacja kolejowa w Shijiazhuang, w prowincji Hebei, w Chinach. Znajdują się tu 4 perony.